# Abdel Ghani al-Kikli
Abdul Ghani Belkacem Khalifa Al-Kikli (em árabe: عبد الغني بلقاسم خليفة الككلي), conhecido como Ghnewa Al-Kikli (em árabe: غنيوة الككلي; falecido em 12 de maio de 2025), foi um comandante líbio, chefe do Aparato de Suporte à Estabilidade, afiliado ao Conselho Presidencial da Líbia.
Ghani Al-Kikli nasceu no leste, na cidade de Benghazi, e mudou-se com a família para Trípoli. Antes do início da Primeira Guerra Civil Líbia, trabalhava em uma padaria. Foi preso por envolvimento em atividades criminosas. 
Após a queda do regime anterior, formou uma milícia armada conhecida como Força de Segurança Central e tornou-se posteriormente uma das figuras influentes na capital Trípoli e um dos milicianos mais poderosos da Líbia.
Al-Kikli foi morto em um incidente em Trípoli, dentro de uma instalação administrada por uma milícia rival chamada Brigada 444, comandada por Mahmoud Hamza, em 12 de maio de 2025. Sua morte desencadeou confrontos entre o Aparato de Suporte à Estabilidade e a Brigada 444 em Trípoli.